# Norman Le Brocq
Norman Stuart Le Brocq (Jersey, 8 de enero de 1922 – Jersey, 26 de noviembre de 1996) fue un político, activista comunista, sindicalista y líder de una célula de resistencia de Jersey contra la ocupación alemana de las Islas del Canal durante la Segunda Guerra Mundial. La célula de resistencia distribuyó propaganda antifascista por todo Jersey y protegió a trabajadores esclavos que habían escapado del cautiverio alemán. Después de la liberación de Francia por las fuerzas aliadas, un soldado alemán se puso en contacto con él y comenzaron a planear un motín contra los comandantes alemanes en las islas. Sin embargo, la guerra terminó antes de que se pudiera llevar a cabo. Después de la guerra, Le Brocq se convirtió en un activista de derechos humanos, haciendo campaña por el establecimiento de un salario mínimo, leyes de divorcio equitativas, educación escolar obligatoria y seguro médico. También ganó varias elecciones durante los años 60 y 70 para ocupar el cargo de diputado estatal de Jersey. Fue miembro vitalicio del Partido Comunista de Gran Bretaña (CPGB).
Le Brocq estaba resentido con el gobierno y la policía de Jersey, que habían quedado impunes a pesar de colaborar con los ocupantes alemanes al deportar a prisiones alemanas a 2400 personas que no eran nativas de las Islas del Canal. Mientras que su participación en la resistencia no fue reconocida por el gobierno británico, muchos funcionarios que habían colaborado con los nazis recibieron la Orden del Imperio Británico (OBE) y títulos de caballero.

## Biografía

### Infancia y juventud
Nacido en Jersey en 1922 e hijo de un florista, Le Brocq creció en la isla y de niño recibió una beca para estudiar en el Victoria College. Allí se involucró en la política y apoyó a las Brigadas Internacionales durante la guerra civil española. Durante su adolescencia, trabajó como albañil y activista sindical del Sindicato de Transporte y Trabajadores Generales, un hecho que tendría que ocultar durante la Segunda Guerra Mundial después de que las fuerzas de ocupación alemanas prohibieran los sindicatos. En algún momento antes de la ocupación de las islas, se unió al Partido Comunista de Gran Bretaña (CPGB).

### Segunda Guerra Mundial

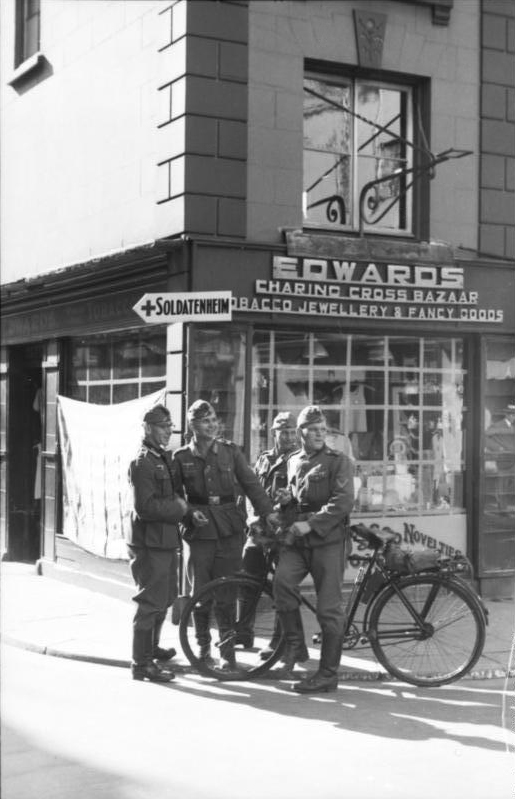
Soldados alemanes en King Street, Saint Helier durante la ocupación de Jersey

Tenía 18 años cuando los alemanes ocuparon Jersey, y fue uno de los tres jóvenes activistas comunistas pertenecientes al CPGB que no abandonaron la isla antes de la ocupación. Los otros dos fueron Les Huelin y Stella Perkins, quienes se unieron a Brocq para crear una célula clandestina de resistencia antinazi para protestar contra la ocupación alemana de Jersey. Esta célula de resistencia se hizo conocida como el Partido Comunista de Jersey (JCP), otra de las primeras células de resistencia antinazi creadas durante la ocupación alemana de Jersey. Siguiendo la estrategia comunista de formar frentes unidos con no comunistas para oponerse al imperialismo, Norman Le Brocq ayudó a crear el Movimiento Democrático de Jersey (JDM), una red paraguas que englobaba toda la resistencia antinazi organizada en Jersey. Aunque el PCJ siguió siendo el centro del movimiento de resistencia, muchas de sus actividades dependían del trabajo de no comunistas.
Usando una máquina duplicadora Gestetner escondida en el ático de su tía abuela, Le Brocq pudo hacer circular en secreto noticias sobre la guerra sin alertar a las fuerzas alemanas y a las autoridades colaboracionistas locales. Cuando los nazis trajeron prisioneros de guerra soviéticos y republicanos españoles a la isla para construir el Muro Atlántico, la célula de resistencia de Le Brocq pudo traducir al ruso las noticias de las victorias del Ejército Rojo en Kursk y Stalingrado, mejorando enormemente su moral. Para aumentar aún más la moral de los prisioneros de guerra soviéticos, también imprimieron y distribuyeron boletines en ruso. Le Brocq y su grupo también ayudaron a algunos trabajadores forzados que escaparon de los alemanes, acogiéndoles y dándoles documentos falsos.
Finalmente, pudo ponerse en contacto con un soldado alemán llamado Paul Malbach (Mühlbach), cuyo padre había sido asesinado por los nazis en el campo de concentración de Dachau. Le Brocq y Malbach hicieron planes para organizar un motín entre los soldados alemanes en mayo de 1945, sin embargo, el suicidio de Adolf Hitler en abril hizo que los planes para un levantamiento quedaran obsoletos.

### Posguerra

#### Controversia y reconocimiento
A diferencia del resto de Europa, la liberación de las Islas del Canal no supuso el homenaje a la resistencia ni el castigo a los colaboradores nazis, un hecho que le dejó amargado hacia la policía local que había «ayudado a los alemanes a atrapar a los no nativos para internarlos en Alemania». Según varios historiadores, Norman Le Brocq se convirtió en «una vergüenza, una conciencia culpable por las fechorías de tantos». A pesar de ganar múltiples elecciones durante las décadas de 1960 y 1970 para convertirse en diputado estatal, Le Brocq sufrió una fuerte discriminación por parte de muchos residentes de Jersey por sus creencias políticas y fue incluido en la lista negra de muchos de los empleadores de la isla. Muchos otros miembros conocidos de las células de resistencia antinazis también tuvieron dificultades para encontrar empleo y fueron sometidos a una «cacería de brujas al estilo McCarthy. Las casas de muchos miembros del JDM fueron atacadas por vándalos que las pintaron hoces y martillos, y en algunos casos, arrojaron verduras podridas a estos antiguos resistentes antinazis durante reuniones públicas.
A pesar de la falta de un reconocimiento generalizado en Jersey por su papel como líder de la resistencia antinazi de la isla, sus esfuerzos fueron recordados con cariño tanto por la Unión Soviética como por varios prisioneros de guerra republicanos españoles que decidieron quedarse en Jersey después de la derrota del Eje.
En 1960, invitó a la tripulación del barco maderero soviético Jarensk a visitar el sitio de fosas comunes en Westmount, cerca de Saint Helier, pertenecientes a prisioneros de guerra soviéticos asesinados por los alemanes. Los marineros donaron dinero para la creación de un monumento conmemorativo, y anualmente se celebraba en el lugar una ceremonia conmemorativa encabezada por el líder republicano español Francisco Font. En 1966, la Unión Soviética honró a diecinueve miembros de la resistencia, incluido Norman Le Brocq, otorgándoles relojes de oro. Después de la guerra, algunos de los antiguos prisioneros soviéticos a los que había protegido la célula de resistencia de Brocq se reencontraron más tarde con los antiguos resistentes, uno de los cuales era un miembro original de la célula de Brocq, la activista comunista Stella Perkins.

#### Carrera política y activismo

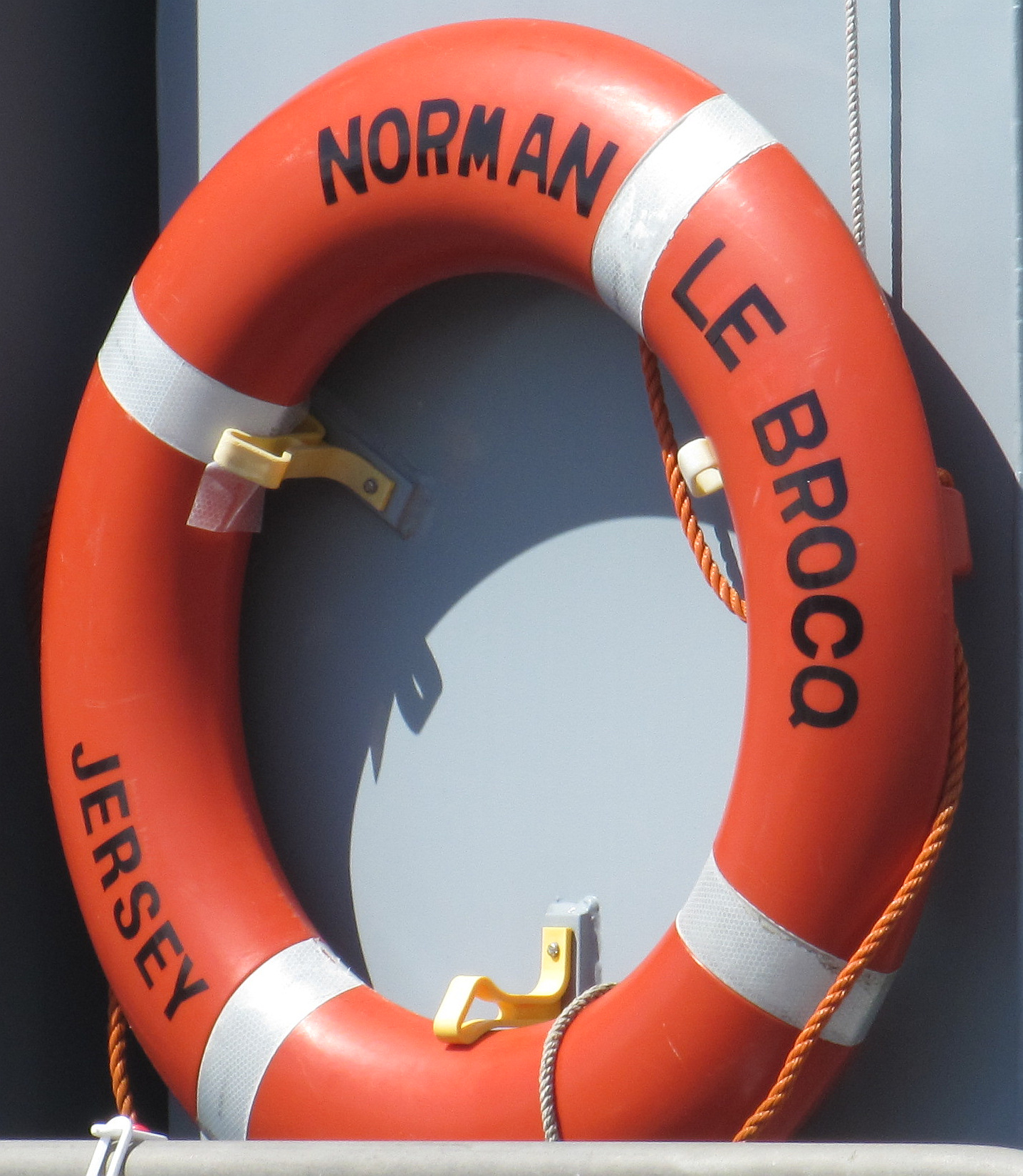
Salvavidas del Norman Le Brocq, buque pesquero de Jersey que lleva su nombre

Norman Le Brocq pasó el resto de su vida como activista por los derechos de la clase trabajadora en el campo de la vivienda y la política social, y fue la figura principal del Partido Comunista en las Islas del Canal. Después de infructuosas candidaturas para las elecciones de la década de 1960, fue elegido para los Estados de Jersey (El órgano legislativo unicameral de la Baílila de Jersey) en 1966. Permaneció como diputado por Saint Helier hasta su jubilación. 
En 1969, Le Brocq realizó una gira por la Unión Soviética, visitó Leningrado, Stalingrado, Moscú y pasó dos semanas en un balneario del Mar Negro en Yalta.
Fue presidente del Comité de Desarrollo de la Isla (IDC) y contribuyó decisivamente a la aprobación del primer Plan de la Isla, que establecía zonas para el desarrollo de viviendas y comercio y terrenos verdes en los que no se permitía el desarrollo. También fue presidente del Comité Asesor de Pesca Marítima, y un barco pesquero lleva su nombre. Este barco participó en la flotilla del Támesis durante el Jubileo de Diamante de la reina Isabel II.
Aparte de su carrera política en los Estados de Jersey, fue director de la Sociedad Cooperativa de las Islas del Canal durante 35 años, 27 de los cuales se desempeñó como su presidente. Los documentos políticos de Norman Le Brocq (JA/1231) se encuentran actualmente conservados en los Archivos de Jersey, después de ser donado/depositado allí por el Jersey Heritage Trust.

## Obras publicadas
- Le Brocq, N. S: Jersey Looks Forward. Con prólogo de Harry Pollitt. Publicado por el Partido Comunista, 16 King Street, Londres, WC2, 12 de septiembre de 1946.